# (5478) Wartburg
(5478) Wartburg es un asteroide perteneciente al cinturón de asteroides descubierto el 23 de octubre de 1989 por Freimut Börngen desde el Observatorio Karl Schwarzschild, en Tautenburg, Alemania.

## Designación y nombre
Designado provisionalmente como 1989 UE4. Fue nombrado Wartburg en homenaje a un castillo ubicado en una colina cerca de la ciudad de Eisenach, una joya de los territorios alemanes, antes de la morada de los landgraves de Turingia y de Santa Isabel (1211-1227). De una manera especial, Wartburg fue el escenario de acontecimientos históricos en el pasado. En 1521-1522, Martín Lutero tradujo el Nuevo Testamento al alemán, defendido de sus perseguidores. En 1817, los estudiantes alemanes se unieron para expresar su lucha por la unidad y la libertad. En 1845, Wagner digirió en la ópera "Tannhäuser" el concurso de los minnesingers en el palacio románico de Wartburg.

## Características orbitales
Wartburg está situado a una distancia media del Sol de 2,544 ua, pudiendo alejarse hasta 2,908 ua y acercarse hasta 2,180 ua. Su excentricidad es 0,143 y la inclinación orbital 8,031 grados. Emplea 1482,34 días en completar una órbita alrededor del Sol.

## Características físicas
La magnitud absoluta de Wartburg es 12,7. 